# 1984年夏季奥林匹克运动会
第二十三届夏季奥林匹克运动会（英語：the Games of the XXIII Olympiad），一般稱為1984洛杉磯奧運，于1984年7月28日至8月12日在美国洛杉矶举行。

## 背景
本届奥运会被视为是奥运会历史的重要转折点，洛杉矶奥运会在筹委会主席彼得·尤伯罗斯的規劃下，首次以民间方式承办奥运会，扭转前几届奥运会巨额亏损的情况，以5亿美元低成本的投入，最后还獲利2.5亿美元。本届奥运会在投资上的成功成为以后奥运会的楷模。

## 焦點

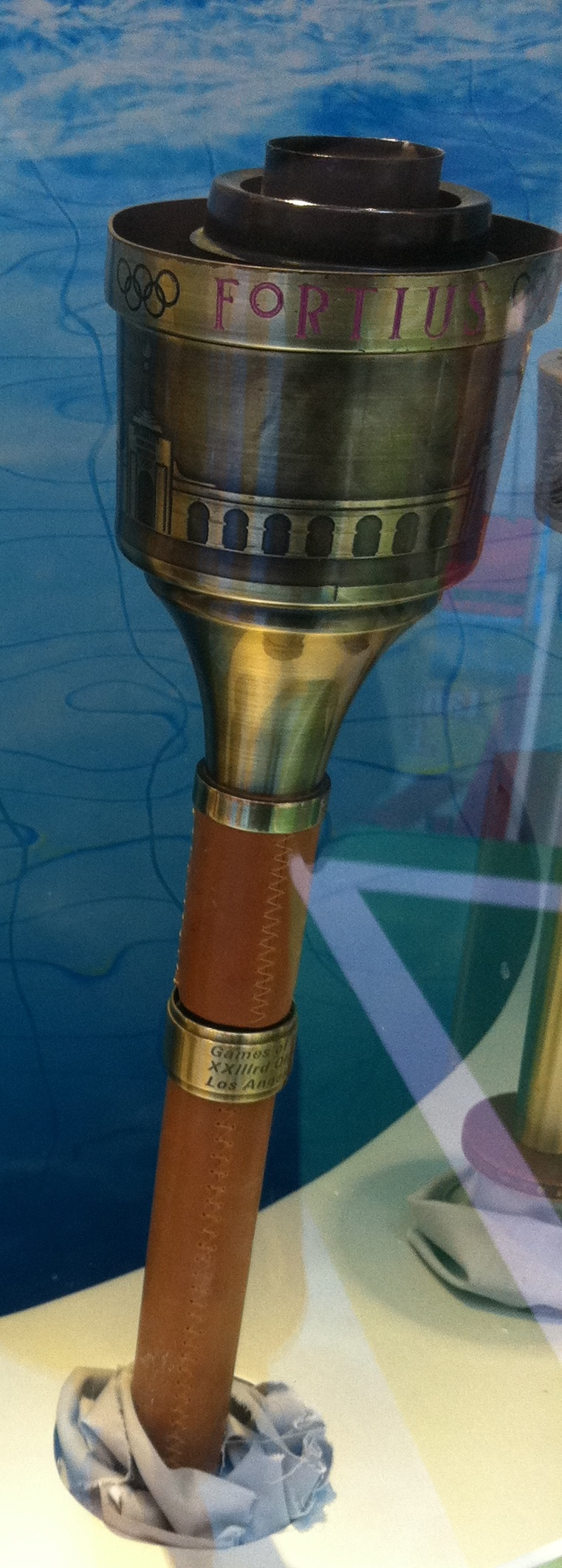
1984年夏季奧運會火炬

- 由于唯一的对手德黑兰因伊朗局势不稳定而退出申办，1984年的奧運會只有洛杉磯一個城市進入申辦候選名單。洛杉磯曾經在1932年舉行過第十屆奧運會。
- 出身金融界的彼得·尤伯羅思獲委任為本屆奧運會籌委會主席。他在無政府補助的情況下，通過門票、電視轉播（美國廣播公司（ABC）以2.25億美元的價格買下了電視轉播權）、廣告、企業贊助、利用大學宿舍、招募無薪志願者等方式增加收入，降低成本，使得奧運會最終獲利2.5億美元，扭轉了之前奧運會的巨額虧損，導致沒有城市願意申辦的窘境。尤伯羅思本人因此獲得國際奧委會頒發的奧林匹克金質勛章。
- 在美國等西方集團諸國联合抵制1980年夏季奥运会後，苏东集团以及朝鲜、古巴、越南、老挝等共產主义国家都联合抵制1984年夏季奥运会以示报复。（但是伊朗、利比亞、阿爾巴尼亞是自願杯葛1984年奧運會的；社会主义國家裡，中国、罗马尼亚、南斯拉夫、索馬里、贝宁、刚果和莫桑比克參加，這些國家與蘇聯關係較差）
- 中華人民共和國自1952年部份參加後，首次全程參與夏季奧運會，许海峰獲得了中國也是本屆奧運會的首枚金牌，实现了中国零的突破。
- 中華民國重返闊別了三屆共12年的夏季奧運，首次以“中華台北”名義參加夏季奧運。
- 开幕典禮中国代表团及中华台北代表团入场时，背景音乐同为中国人民解放军军歌《三大纪律八项注意》（该旋律中華民國称为《国民革命军军歌》）[1][2]。
- 男子60公斤級（羽量級）舉重比賽中，來自中國的選手和中華台北的選手（陳偉強與蔡溫義）分獲金牌和銅牌。
- 中國男子體操選手李宁獲得自由體操、鞍馬和吊環三項單項金牌，為迄今為止中國選手單屆奧運會獲得金牌數最多的運動員（在2008年北京奥运会和2010年温哥华冬奥会中，中國選手鄒凱和王濛分别平了此三金記錄）。
- 美國田徑運動員卡爾·劉易斯獲得男子100米、男子200米（刷新奧運會記錄）、男子跳遠和男子4X100米接力（刷新世界記錄）4枚金牌。
- 美國女子體操運動員瑪莉·盧·雷頓打破有史僅有東歐獲得個人全能體操金牌的局面。
- 來自摩洛哥的納瓦爾·穆塔瓦基爾獲得女子400米跨欄金牌，成為穆斯林國家和非洲國家中第一個在奧運會奪冠的女運動員。
- 女子馬拉松、藝術體操和花樣游泳首次成為奧運會項目，網球和棒球成為表演項目。

## 比赛项目
本届奥运会共23个大项221个小项目。
| - 足球 - 篮球 - 排球 - 田径 - 击剑 - 射箭 - 体操 - 帆船 |  | - 赛艇 - 射击 - 手球 - 马术 - 举重 - 摔角 - 拳击 - 柔道 |  | - 曲棍球 - 皮划艇 - 自行车 - 现代五项 - 水上项目： - 游泳 - 跳水 - 水球 - 花样游泳 |

### 表演项目

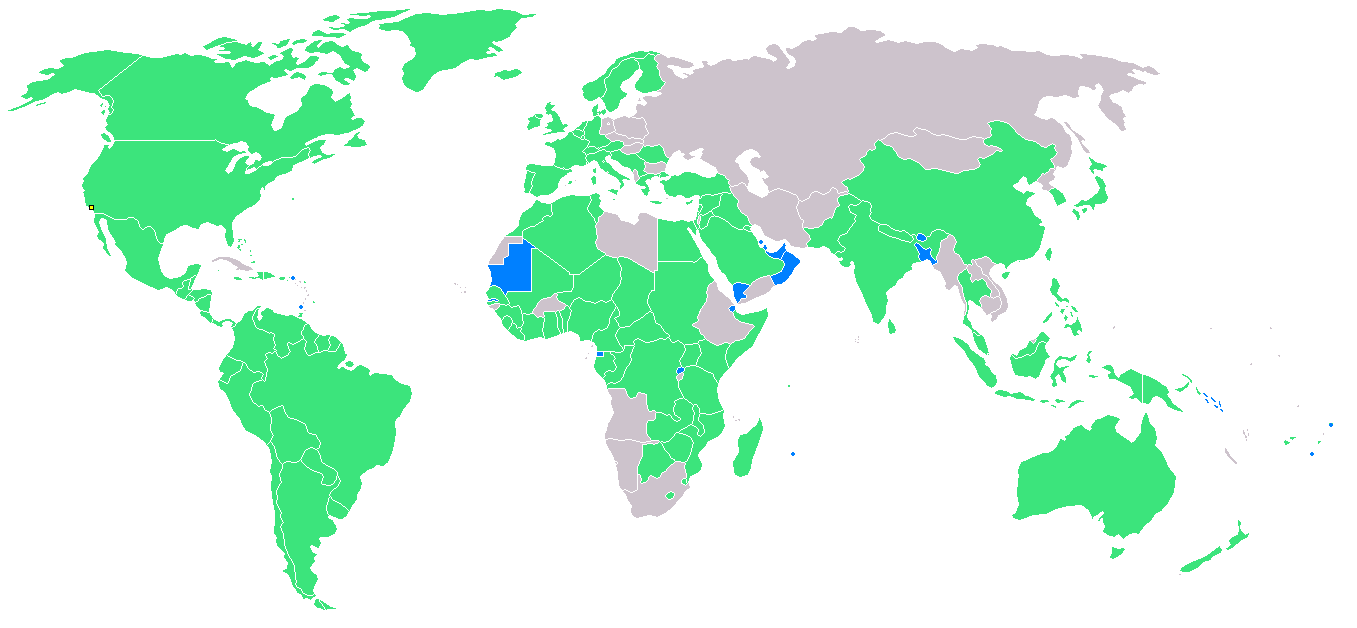
参赛国家及地区分布

- 网球
- 棒球

## 参赛国家及地区
共有140个国家及地区的奥运代表团参加了本届奥运会。
| - 阿尔及利亚（ALG） - 安道尔（AND） - 安提瓜和巴布达（ATG） - 阿根廷 - 奥地利 - 巴哈马 - 巴林 - 比利时 - 百慕大 - 不丹 - 玻利维亚 - 巴西 - 英屬維爾京群島 - 緬甸 - 喀麦隆 - 加拿大 - 开曼群岛 - 中非 - 智利 - 中國 - 哥伦比亚 - 刚果共和国 - 賽普勒斯 - 丹麦 | - 埃及 - 薩爾瓦多 - 赤道几内亚 - 斐济 - 芬兰 - 法國 - 加彭 - 西德 - 英国 - 希腊 - 格瑞那達 - 几内亚 - 海地 - 香港 - 冰島 - 印度 - 印度尼西亞 - 伊拉克 - 愛爾蘭 - 以色列 - 義大利 - 牙买加 - 日本 - 约旦 - 科威特 - 黎巴嫩 - 賴索托 | - 利比里亚 - 列支敦斯登 - 盧森堡 - 马达加斯加 - 马拉维 - 马来西亚 - 馬爾他 - 毛里塔尼亚 - 模里西斯 - 墨西哥 - 摩納哥 - 摩洛哥 - 莫桑比克 - 尼泊尔 - 荷蘭 - 新西兰 - 尼加拉瓜 - 尼日尔 - 奈及利亞 - 挪威 - 阿曼 - 巴基斯坦 - 巴拿马 - 巴拉圭 - 秘魯 - 菲律賓 - 葡萄牙 - 波多黎各 - 羅馬尼亞 - 卢旺达 - 萨摩亚 | - 圣马力诺 - 沙烏地阿拉伯 - 塞内加尔 - 塞舌尔 - 新加坡 - 所罗门群岛 - 西班牙 - 斯里蘭卡 - 苏丹 - 苏里南 - 瑞典 - 瑞士 - 叙利亚 - 中华台北（TPE） - 坦桑尼亚 - 泰國 - 多哥 - 千里達及托巴哥 - 突尼西亞 - 土耳其 - 乌干达 - 阿联酋 - 美国 - 乌拉圭 - 委內瑞拉 - 美屬維爾京群島 - 北也門 - 南斯拉夫 - 尚比亞 - 辛巴威 |

## 未参赛国家及地区

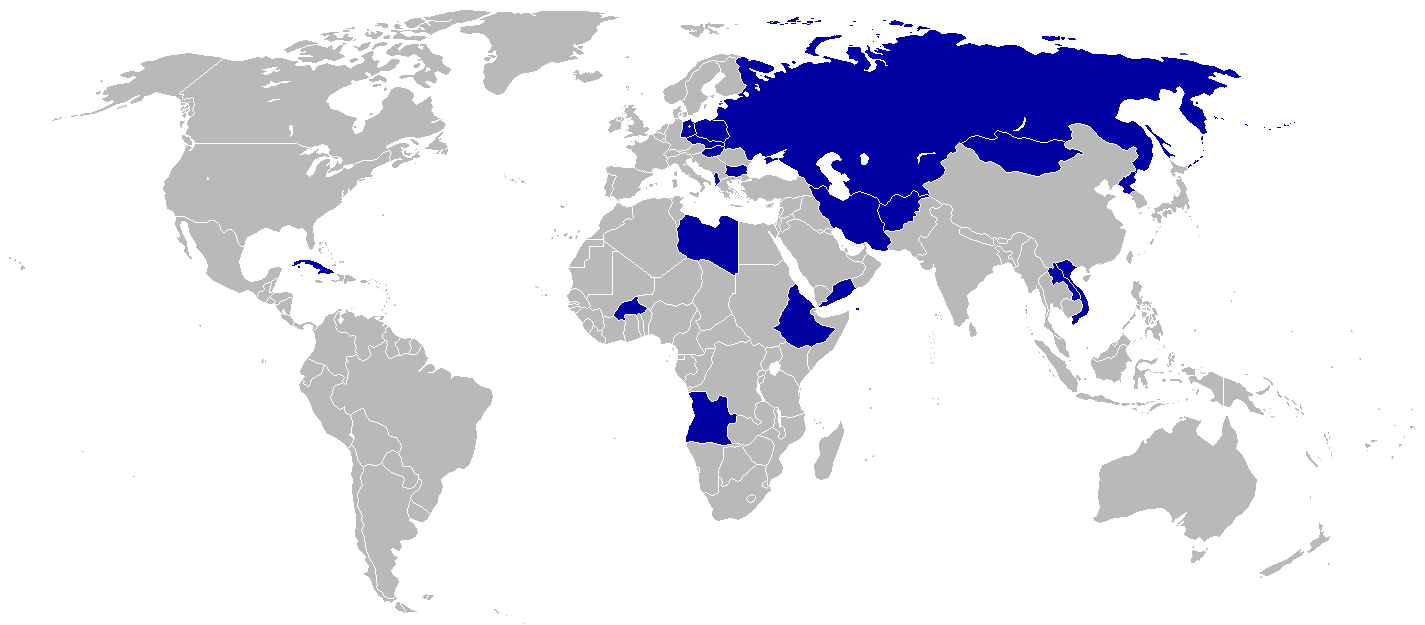

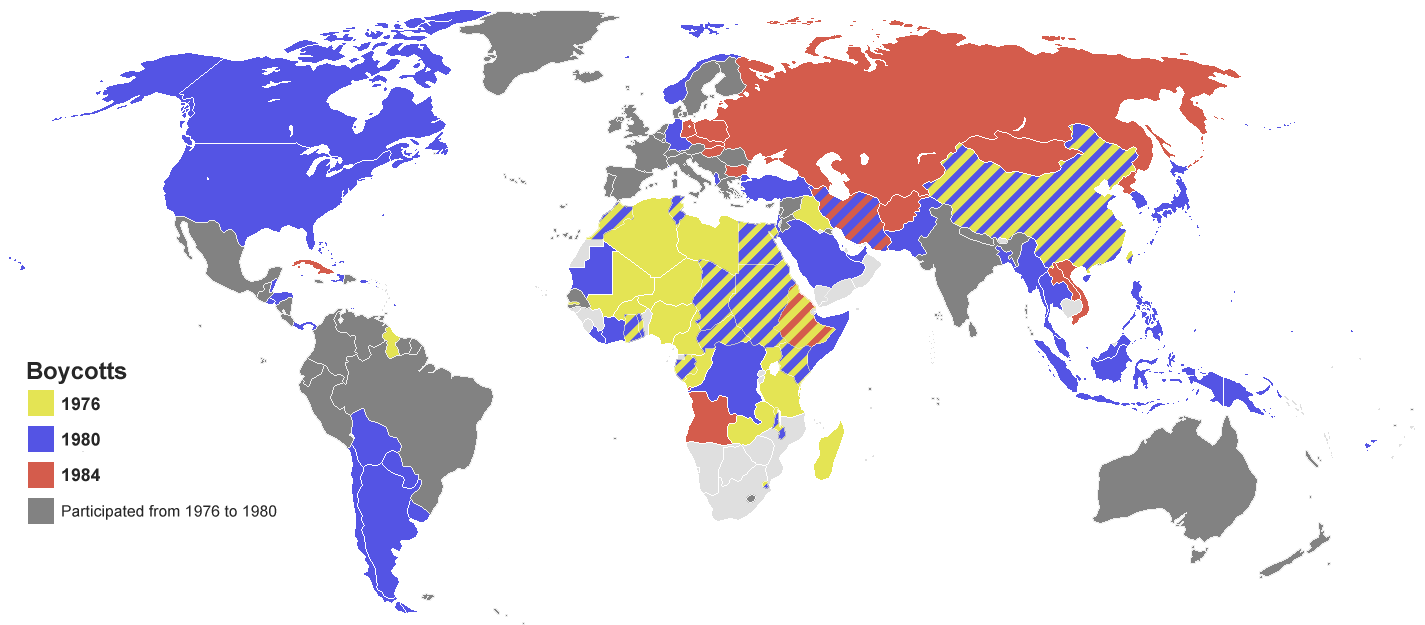
抵制本屆奧運會的國家以红色和橘色標示

一共有19个国家（一部分社会主义國家和一部份中東國家）联合抵制1984年夏季奥运会，但伊朗、利比亚和阿尔巴尼亚是自发抵制1984年奥运会的。
| - 阿富汗 - 安哥拉 - 保加利亚 - 古巴 |  | - 捷克斯洛伐克 - 东德 - 衣索比亞 - 匈牙利 |  | - 伊朗 - 利比亞 |  | - 蒙古国 - 波蘭 - 苏联 - 越南 |  | - 阿尔巴尼亚 - 南也門 - 布吉納法索 |

## 奖牌榜
| 排名 | 国家／地区      | 金牌 | 银牌 | 铜牌 | 總數 |
| ---- | --------------- | ---- | ---- | ---- | ---- |
| 1    | 美国（USA）     | 83   | 61   | 30   | 174  |
| 2    | 罗马尼亚（ROM） | 20   | 16   | 17   | 53   |
| 3    | 西德（FRG）     | 17   | 19   | 23   | 59   |
| 4    | 中国（CHN）     | 15   | 8    | 9    | 32   |
| 5    | 意大利（ITA）   | 14   | 6    | 12   | 32   |
| 6    | 加拿大（CAN）   | 10   | 18   | 16   | 44   |
| 7    | 日本（JPN）     | 10   | 8    | 14   | 32   |
| 8    | 新西兰（NZL）   | 8    | 1    | 2    | 11   |
| 9    | 南斯拉夫（YUG） | 7    | 4    | 7    | 18   |
| 10   | 韩国（KOR）     | 6    | 6    | 7    | 19   |